# Матфий (Храмцев)
Епископ Матфий (в миру Матвей Иванович Храмцев или Храмцов; 1861, село Павличи, Стародубский уезд, Черниговская губерния — 7 апреля 1931, Брянск) — епископ Русской православной церкви, епископ Брянский и Севский.

## Биография
Родился в 1861 году в селе Павличи Лыщичской волости Стародубского уезда Черниговской губернии в семье священника.
В 1877 году окончил Стародубское духовное училище. В 1883 году окончил Черниговскую духовную семинарию.
14 ноября 1883 года рукоположён в сан священника и назначен к Евстафиевской церкви села Кротынь Городнянского уезда Черниговской губернии. 8 декабря 1888 года награждён набедренником.
С 17 апреля 1885 года служил священником Николаевской церкви села Мохоновки Стародубского уезда той же губернии.
С 19 марта 1895 года служил священником Александро-Невской церкви города Чернигова. 20 декабря 1895 года награждён бархатной фиолетовой скуфьёй.
С 20 августа 1896 года по 24 мая 1913 года — духовник Черниговской духовной семинарии и законоучитель образцовой школы при семинарии.
Одновременно с 17 апреля 1900 года по 1 декабря 1914 года законоучитель 1-го Черниговского четырёхклассного городского училища.
19 апреля 1900 года награждён камилавкой. 7 апреля 1905 года награждён наперсным крестом, от Святейшего Синода выдаваемым.
Одновременно с 1 января 1908 года по 1 сентября 1911 года законоучитель 2-го Черниговского четырёхклассного городского училища.
14 марта 1912 года награждён саном протоиерея.
29 мая 1913 года назначен настоятелем Крестовоздвиженской церкви города Чернигова.
С 23 июля 1913 года благочинный черниговских городских церквей.
С 4 января 1914 года — благочинный церквей 1-го округа Черниговского уезда. Одновременно с 1 декабря 1914 года законоучитель Черниговской учительской семинарии.
С 13 ноября 1917 года штатный член Черниговской духовной консистории. С 1918 года — член Черниговского епархиального совета. С ноября 1921 года — заведующий Черниговской епархиальной канцелярией.
21 октября 1922 года был арестован. 11 ноября 1922 года освобождён под подписку о невыезде. 3 декабря 1922 года постановлением Черниговского губернского Ревтрибунала оправдан.
Овдовел. Принял монашество. 15 февраля 1923 года в Чернигове хиротонисан во епископа Глуховского и Новгород-Северского, викария Черниговской епархии. Хиротонию совершили: архиепископ Пахомий (Кедров), епископы Борзенский Николай (Могилевский) и Городнянский Никифор (Богословский).
Через девять дней церковная власть в Чернигове перешла в руки обновленческого епископа Александра (Мигулина). Епископ Матфей, не имея возможности выехать из Чернигова, и не будучи достаточно ознакомлен с положением дел в управлении Русской Православной Церкви, а также не имея достоверной информации об обновленческом движении, подчинился власти Александра и 1 мая того же года был направлен в Новгород-Северский для управления своим округом.
В сентябре 1923 года епископ Матфей порвал с обновленцами. В его покаянном письме Патриарху Тихону, написанном 12 февраля 1924 года, говорилось:

Близкое знакомство моё с ними [обновленцами] ясно убедило меня, что возвещенные ими лозунги о возвращении Церкви к чистоте первохристианских времён были только красивыми словами, что не благо Церкви преследуют они, а исключительно свои греховные интриги. Пережив тяжелые дни великой душевной муки раскаяния, я в половине сентября месяца 1923 года фактически порвал с ними всякую связь, твердо решив принести искреннее публичное покаяние в содеянном грехе как пред народом и духовенством, так и пред Вашим Святейшеством и умолить Вас принять меня многогрешного в свое высокое общение. Такое свое решение я уже отчасти привел в исполнение: о своем разрыве с обновленцами и о своем намерении искать канонического общения с Вашим Святейшеством и другими Епископами, мужественно стоящими за Богоустановленный порядок Церковной власти, я публично заявил с церковной кафедры после Литургии в Новород-Северском соборном храме, а своим соработникам на ниве Христовой пастырям викариатского округа особым своим посланием. В своем тяжком грехе отступничества я исповедался своему духовнику пред Святым Евангелием и Животворящим Крестом.
20 февраля 1924 года Патриарх Тихон и Временный Синод при нём постановили: «принять покаяние епископа Матфея и утвердить его на кафедре».
В 1926 году назначен епископом Городнянским, викарием Черниговской епархии. В 1927 году уволен на покой.
В 1930 году назначен епископом Брянским и Севским.
В 1930 году поддержал в печати известное интервью митрополита Сергия (Старогородского) и др.
Скончался 7 апреля 1931 года на покое в Брянске в день Благовещения. По поручению Заместителя местоблюстителя митрополита Сергия отпевание совершал епископ Александр (Раевский), временно управляющий Сухиническим викариатством. Погребён в Свенском монастыре в современном Володарском районе г. Брянска. В 1950-х годах кладбище ликвидировали и устроили на его месте двор жилого дома. Могилы были осквернены и разграблены.